# Alor
Alor (indonez. Pulau Alor, dawniej Ombai) – wyspa w Indonezji, największa z wysp Alor; powierzchnia 2119,7 km²; długość linii brzegowej 281,7 km. Ok. 170 tys. mieszkańców (2005).
Powierzchnia górzysta (Gunung Potomana 1839 m n.p.m.), porośnięta lasem i formami trawiastymi; uprawa ryżu, kukurydzy, drzew owocowych; rybołówstwo; turystyka; główne miasto Kalabahi.